# Voice 110緊急指令室
《Voice 110緊急指令室》）是2019年7月13日至9月21日於日本電視台「週六連續劇」時段播出的電視劇，由唐澤壽明主演，翻拍自韓國OCN電視台《Voice》系列電視劇。第二季《VoiceII 110緊急指令室》於2021年7月10日至9月25日在日本電視台同時段播出。
劇情主要描述港東署ECU（Emergency Call Unit）一名緊急出動班班長，因自己沒有注意到妻子遇害前打來的求救電話，而使得妻子遭到殺害。因此成為緊急指令室的一員，與擁有絕對聽感但父親被殺害的聲紋分析官及同僚們一同阻止犯罪的過程與點滴。

## 演員列表

### 主要人物
| 角色     | 演員       | 介紹 |
| 樋口彰吾 | 唐澤壽明   | 神奈川縣警港東署ECU（Emergency Call Unit）緊急出動班班長。 階級：警部補 為第一起案件妻子被殺事件中的被害人的老公，但案發當時由於自己的疏忽而導致妻子慘遭殺害。為了抓住殺害妻子的真兇，因而加入緊急指令室，努力不懈想抓到殺害妻子的真兇。 |
| 橘光     | 真木陽子   | 神奈川縣警港東署ECU室長。 階級：警視 是一位擁有絕對聽感的聲紋分析官，可以從求救的被害者的聲音，以及被害者所處環境的聲音，迅速分析出被害者所在。父親在先前被殺害。                                                                        |
| 落合智明 | 安井順平   | 神奈川縣警港東署ECU副室長。 |
| 緒方拓海 | 田村健太郎 | 神奈川縣警港東署ECU情報分析人員。 |
| 石川透   | 增田貴久   | 神奈川縣警港東署ECU緊急出動班搜查員。 階級：巡查部長 |
| 沖原隆志 | 木村祐一   | 神奈川縣警港東警察署刑事犯罪課的課長。 |
| 田所賢一 | 小市慢太郎 | 神奈川縣警港東警察署署長。 |
| 森下栞   | 石橋菜津美 | 本來是縣警本部教養課的中心人員，後來因妹妹森下葵的案件被ECU解決，感受到ECU的重要性，最終決定加入ECU。精通多國語言。 階級：巡查部長 |

### 第1季

#### 第1集
| 角色     | 演員       | 介紹                                                                            |
| 手塚稔   | 大塚弘太   | 3年前接到樋口未希求救電話的接線警察，但因處理失誤導致樋口未希被真凶發現並殺害。 |
| 荻原夏美 | 吉川愛     | 打110電話報案的女大學生。                                                       |
| 川島武雄 | 般若       | 誘拐犯。                                                                        |
| 樋口未希 | 菊池桃子   | 樋口彰吾的妻子。                                                                |
| 樋口大樹 | 鳥越壯真   | 樋口的兒子。                                                                    |
| 森下葵   | 矢作穗香   | 森下栞的妹妹，目前為公司的派遣社員                                              |
| 森下志津 | 江原由希子 | 居酒屋老闆。                                                                    |
| 相良卓也 | 平原哲     | 嫌疑犯。但橘光卻判定聲音不同不是真兇，因此使其得以被法院釋放。                  |

#### 第2集
| 角色     | 演員     | 介紹 |
| 橘修二   | 遠山俊也 | 橘光的爸爸，快屆齡退休的交通警察，職位是警部補。 三年前意外在現場與真凶相遇，卻被真兇殺害，過程中讓橘光聽到真兇的聲音。                              |
| 新田康介 | 森永悠希 | 森下葵的男朋友，職業是國中老師，表面上看起來文弱書生且怕生。實際上有連續強姦的前科，常常強姦女人時錄製影片或直播，且之後將影片分享到網路上供人觀賞。 |

#### 第3集
| 角色     | 演員     | 介紹                                                                                                 |
| 田丸     | 後藤剛範 | 協助新田棄屍的男性。                                                                                 |
| 野沢     | 池田一真 | 曾經因犯罪而被捕，告知樋口彰吾在高速公路旁，有一條可以避開收費站和收費站監視器的「密道」。           |
| 大森茂之 | 森廉     | 以森下葵私密的DV影片引誘並綁架森下葵，但後來被同夥殺害後布置成燒炭自殺，但被樋口彰吾一眼識破是他殺。 |

##### 第4集
| 角色 | 演員                | 介紹                                                                             |
| 小牧 | 大地洋輔 （日语：ダイノジ） | 過去曾違反無線電相關法令而入獄，目前則是幫助樋口彰吾反竊聽新田康介的無線電頻道。 |

##### 第5集
| 角色       | 演員       | 介紹 |
| 一ノ瀬歩   | 正垣湊都   | 被收養的男孩；因為被收養所以不知道原本的姓氏。 |
| 一ノ瀬奈央 | 成膳任     | 港區中央住宅區G棟502號房的住戶，一ノ瀬歩的養母。 由於自己常受到養父荒木真司的虐待，讓她心理產生陰影而每天都虐待一ノ瀬歩。                          |
| 一ノ瀬悟   | 山本佳志   | 一ノ瀬奈央的丈夫，同時也是一ノ瀬歩的養父。 在案發前一個月失蹤，但實際上是被荒木信二殺害。                                                          |
| 荒木信二   | 諏訪太朗   | 港區中央住宅區的警衛；一ノ瀬奈央的養父。住在G棟503號房。在請樋口彰吾喝的麥茶中加入肌肉鬆弛劑，並計畫引導樋口彰吾至機房後殺害，但未能成功而被逮捕。 |
| 瀬戸       | 水澤紳吾   | 幫助樋口彰吾得到各種情報的人物。 |
| 鈴本友恵   | 宮田ともか | 港區中央住宅區A棟303號房的家庭主婦。最初被懷疑是虐童案嫌疑人。                                                                                     |
| 鈴本康太   | 齋藤潤     | 鈴本友恵的兒子。 |

#### 第6集
| 角色     | 演員     | 介紹                                                                                 |
| 佐紀     | 安藤聖   | 會員制高級俱樂部“幻覺”的媽媽桑。                                                     |
| 下山     | 三溝浩二 | 上杉渉的部下。                                                                       |
| 赤松     | 奥田洋平 | 本鄉控股公司董事會的秘書。                                                           |
| 長坂武司 | 敬太     | 一名男子在醫院襲擊了的兒子。                                                         |
| 明日香   | 白山瑠衣 | 會員制高級俱樂部“幻覺”的女主人，同時也是沖原隆志不小心掉入真兇仙人跳計畫的幫手之一。 |
| 沖原楓   | 平澤瑠菜 | 沖原隆志的女兒，正在美國留學學習音樂中。                                             |

#### 第7集
| 角色           | 演員     | 介紹 |
| 高木道夫       | 芹澤興人 | 由「三葉草朋友」派遣公司介紹至「DM建設」的土木工程師。 原本無業，在社會救助方案啽而被錄用，但情緒不穩定。 |
| 高木道夫的女兒 | 見上愛   | 高木道夫的女兒。                                                                                          |

#### 第8集
| 角色       | 演員       | 介紹                                                                                               |
| 滝沢浩一郎 | 村杉蝉之介 | 橫濱地區檢察廳之特別偵查組的檢察官。 本郷辰夫指示其阻擾ECU的行動，並不公正的對待石川透和樋口彰吾。 |
| 鳥山加奈   | 矢崎由紗   | 本鄉控股所涉及的隧道坍塌事件中，隧道工地現場監督鳥山聰的女兒。                                     |

#### 第9集
| 角色     | 演員       | 介紹 |
| 石川義和 | 齊藤曉     | 石川透的爸爸，在本鄉控股的下游承包商「港區第一工廠」中擔任作業員。 |
| 鳥山敦   | 土井よしお | 本鄉控股所涉及的隧道坍塌事件中，工地的現場監督。 |
| 相馬孝彦 | 金子清文   | 「磯丸建設」的社長，享年41歲。 27年前，因和本鄉建設有利益衝突，而被本郷辰夫抓到自家地下室，並被本郷辰夫虐待後殺害，當時警察被買通以意外事故結案。                                                 |
| 本郷千尋 | 河井青葉   | 本郷辰夫的妻子，同時也是本郷雫的媽媽，享年35歲。 當年無意間在地下室看到丈夫虐待並殺人的現場，欲向警察舉報卻被警察與大眾誤認為精神異常（實際上是本郷辰夫已經買通警察）。最後因不堪壓力而上吊自殺。 |

#### 第10集
| 角色                             | 演員           | 介紹 |
| 児島浩紀                         | 河屋秀俊       | 工業事故醫院的院長。 本郷辰夫將醫院贈送給他，換取自己兒子能在醫院急診治療時能以假死來脫逃罪刑。                                                  |
| 石田大輔                         | おかやまはじめ | 田所賢一被監察組調查而被迫卸任後，取代田所賢一上任的新任神奈川県警港東警察署署長。 同時也同意讓港東署ECU緊急出動班，正式成為港東警察署的一部份。 |
| 觀賞本郷雫和本郷辰夫影片的青少年 | 柾木玲彌       | 因為看了本郷辰夫殺害本郷雫的網路影片後引起殺人慾望，進而綁架女性。                                                                               |

### 番外篇 CALL BACK
2020年2月29日於Hulu網路台獨佔撥放。
| 角色     | 演員 | 介紹 |
| 長澤     |      | 連環獵奇殺人案的兇手，但因父親是厚生勞動省次長，並對港東署長施壓而未被定罪。 |
| 上剛由美 |      | 自稱因犯人跟蹤而已報警四次，最新一次為在公園中被犯人砍傷，一路逃亡的路上因打電話給港東署ECU而獲救。 實際上有精神疾病，且因愛慕橘光而謊報案件，並假裝自己是受害者，希望能與橘光獨處並享受戀人時光。 |
| 神崎正人 |      | 連環獵奇殺人案的第一位被害者，死因為從高處墜落，特徵為小拇指被犯人砍斷。 為長澤所殺害，因其與長澤在網路上有過言論爭執。                                                                            |
| 遠山日和 |      | 連環獵奇殺人案的第二位被害者，死因為被毒物毒死，與其他被害者一樣，小拇指被犯人砍斷。 為長澤所殺害，因其與長澤在網路上有過言論爭執。                                                                |
| 真鳩巧   |      | 連環獵奇殺人案的第三位被害者，死因為溺斃，與其他被害者一樣，小拇指被犯人砍斷。 為長澤所殺害，因其與長澤在網路上有過言論爭執。                                                                      |

#### 其他角色
| 角色     | 演員       | 介紹 |
| 上杉渉   | 手塚とおる | 不動産公司的社長。以硫酸殺害新田。說話時下顎會有特殊的咖咖聲。                                                                                             |
| 本郷辰夫 | 伊武雅刀   | 本鄉控股公司的董事長，本郷雫的爸爸。計劃在港東地區建立一個綜合度假設施，並偷偷計畫在度假設施中建立賭場營利。                                               |
| 本郷雫   | 伊勢谷友介 | 本鄉控股公司的總經理，三年前用鐵球殺害樋口未希和橘修二的真凶。說話時下顎會有特殊的咖咖聲。小時候無意間在地下室看到爸爸虐待並殺人的現場，因此產生心理障礙。 |